# Diana Lorys
Diana Lorys, nome d'arte di Ana María Cazorla Vega (Madrid, 20 ottobre 1940), è un'attrice spagnola.

## Biografia
La sua formazione artistica comprese studi di danza classica, ballo spagnolo e flamenco, arte drammatica e dizione.
Debuttò in teatro, ma a partire dal 1960 si dedicò al cinema, lavorando soprattutto in produzioni spagnole, ma prendendo parte anche a qualche film italiano, e specializzandosi nel cinema di genere: horror, spionaggio, avventura, sci-fiction e soprattutto western.
Il declino del cinema di genere, durante gli anni settanta, accompagnò la fase discendente della sua carriera. Il suo ultimo film risale al 1978. Dopo il matrimonio si ritirò a vita privata.
Tipica bellezza ispanica, dai tratti marcati e dallo sguardo penetrante, piccola ma formosa, Diana Lorys incarnò un cliché tipicamente spagnolo di donna passionale. Non a caso, nonostante la sua bellezza e le sue buone doti attoriali, la sua notorietà non varcò di molto i confini spagnoli.

## Filmografia
- La mentira tiene cabellos rojos, regia di Antonio Isasi-Isasmendi (1960)
- Pelusa, regia di Javier Setó (1960)
- La bella Mimí, regia di José María Elorrieta (1960)
- Usted puede ser un asesino, regia di José María Forqué (1961)
- Festival, regia di César F. Ardavín (1961)
- La rivolta dei mercenari, regia di Pietro Costa (1961)
- Salto mortal, regia di Mariano Ozores (1961)
- Regresa un desconocido, regia di Juan Bosch (1961)
- Hola, muchaco, regia di Ana Mariscal (1961)
- Gritos en la noche, regia di Jesús Franco (1961)
- L'ombra di Zorro, regia di Joaquín Romero Marchent (1962)
- Bochorno, regia di Juan de Orduña (1963)
- I pistoleros di Casa Grande, regia di Roy Rowland (1963)
- Scappamento aperto (Échappement libre), regia di Jean Becker (1964)
- I gemelli del Texas, regia di Steno (1964)
- Murieta John (Joaquín Murrieta), regia di George Sherman (1965)
- I tre del Colorado, regia di Amando de Ossorio (1965)
- Watabanga!, regia di Ramón Torrado (1965)
- Operazione Goldman, regia di Antonio Margheriti (1966)
- Ringo il texano (The Texican), regia di Lesley Selander (1966)
- Django spara per primo, regia di Alberto De Martino (1966)
- Residencia para espías, regia di Jesús Franco (1966)
- Devilman Story, regia di Paolo Bianchini (1967)
- L'uomo del colpo perfetto, regia di Aldo Florio (1967)
- Novios 68, regia di Pedro Lazaga (1967)
- L'invincibile Superman, regia di Paolo Bianchini (1967)
- No desearás la mujer de tu prójimo, regia di Pedro Lazaga (1968)
- Viva! Viva Villa!, regia di Buzz Kulik (1968)
- Sartana non perdona (Sonora), regia di Alfonso Balcázar (1968)
- O.K. Yevtushenko, regia di José Luis Madrid (1968)
- Malenka, la nipote del vampiro, regia di Amando de Ossorio (1968)
- La legione dei dannati, regia di Umberto Lenzi (1969)
- Verano 70, regia di Pedro Lazaga (1969)
- The Bloody Judge, regia di Jesús Franco (1969)
- Les cauchemars naissent la nuit, regia di Jesús Franco (1969)
- Sex charade, regia di Jesús Franco (1970)
- El diablo cojuelo, regia di Ramón Fernández (1970)
- Uccidi Django... uccidi per primo!!!, regia di Sergio Garrone (1970)
- Il corsaro nero, regia di Lorenzo Gicca Palli (1971)
- E continuavano a fregarsi il milione di dollari, regia di Eugenio Martín (1971)
- Ligue Story, regia di Alfonso Paso (1971)
- Las juergas de 'El Señorito', regia di Alfonso Balcázar (1972)
- Don Quijote cabalga de nuevo, regia di Roberto Gavaldón (1972)
- Gli occhi azzurri della bambola rotta (Los ojos azules de la muñeca rota), regia di Carlos Aured (1972)
- Valdez, il mezzosangue, regia di John Sturges e Duilio Coletti (1973)
- Los camioneros, regia di Mario Camús (1973-1974) - TV
- Tu lo condanneresti?, regia di José Luis Sáenz de Heredia (1973)
- Siete chacales, regia di José Luis Madrid (1974)
- Las marginadas, regia di Ignacio F. Iquino (1974)
- Get Mean, regia di Ferdinando Baldi (1976)
- La lozana andalusa, regia di Vicente Escrivá (1976)
- California, regia di Michele Lupo (1977)
- La ciudad maldita, regia di Juan Bosch (1978)
- Ifigenia (episodio di "Los mitos"), regia di Juan Guerrero Zamora (1979) - TV
- El Doctor J. (episodio di "Que usted lo mate bien") (1979) - TV

## Doppiatrici italiane
Nelle versioni in lingua italiana, Diana Lorys è stata doppiata da: 
- Fiorella Betti in La legione dei dannati
- Vittoria Febbi in E continuavano a fregarsi il milione di dollari
- Melina Martello in L'uomo del colpo perfetto
- Luisella Visconti in Operazione Goldman